# Dê Argentata dell'Etna
Dê Argentata dell'Etna là một giống dê nhà bản địa có nguồn gốc từ vùng núi Etna ở tỉnh Catania và Monti Peloritani ở tỉnh Messina, trên đảo Sicily thuộc Địa Trung Hải ở miền nam nước Ý. Nó được nuôi dưỡng chủ yếu ở khu vực này, nhưng cũng được nuôi ở các tỉnh Enna và Palermo. Giống dê này được đặt tên theo núi lửa và vì bộ lông có màu xám bạc của nó. Nguồn gốc của giống chưa được biết; nhưng giống dê này cónhững điểm tương đồng với giống dê Garganica và các giống dê lông xám khác của Ý như Dê Ciociara Grigia của Lazio và Dê Cilentana Grigia của Campania.
Argentata dell'Etna là một trong 43 giống dê Ý có phân bố hạn chế, trong đó một cuốn sách về giống được lưu giữ bởi Associazione Nazionale della Pastorizia, hiệp hội chăn nuôi cừu và dê quốc gia Ý. Cuốn sách này được viết vào năm 2002. Vào cuối năm 2013, số lượng dê đã đăng ký được báo cáo là 1885, một con số khác được đưa ra là 2304, tổng số lượng không quá 7000.

## Sử dụng
Năng suất sữa trung bình của Argentata dell'Etna là 120 lít trong 150 ngày đối với dê đẻ con so, 160 lít trong 210 ngày đối với dê đã đẻ lứa thứ hai và 180 lít trong 210 ngày đối với các dê cái đã đẻ nhiều lứa, có thể đạt đến 300 kg. Sữa trung bình có 4,5% chất béo và 3,6% protei, và được sử dụng để làm ricotta, cả tươi và trong tình trạng al forno và pho mát Padduni, trong đó có tình trạng PAT.
Dê non được giết mổ ở độ tuổi khoảng một tháng.